# Anolis nigrolineatus
Anolis nigrolineatus (чорносмугий аноліс) — вид ігуаноподібних ящірок родини анолісових (Dactyloidae). Ендемік Еквадору.

## Поширення і екологія
Чорносмугі аноліси відомі за кількома зразками, зібраними в провінціях Гуаяс і Ель-Оро. Вони живуть в сухих напівлистяних тропічних лісах.